# FC Schmiere

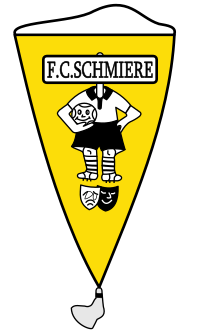
Vereinswimpel

Der FC Schmiere ist eine von Sammy Drechsel, dem Gründer der Münchner Lach- und Schießgesellschaft, ins Leben gerufene Fußballmannschaft, in der Kabarettisten der Lach- und Schießgesellschaft zusammen mit prominenten Gästen kickten. In jedem Spiel lief eine andere Formation auf. Zum Kader gehörte so u. a. auch die gesamte Weltmeistermannschaft von 1954. In seiner Geschichte trainierte der FC Schmiere bereits mit sämtlichen Bundesligamannschaften. Der FC Schmiere ist ein eingetragener Verein mit Sitz in München und Mitglied im Bayerischen Fußballverband.

## Mitglieder der Lach- und Schießgesellschaft
- Sammy Drechsel
- Dieter Hildebrandt
- Rainer Basedow
- Till Hofmann
- Werner Schneyder
- Bruno Jonas

## Prominente Gäste
- Fritz Walter, Fußballweltmeister 1954
- Gerhard Schröder, ehemaliger Bundeskanzler
- Paul Breitner, Fußballweltmeister 1974
- Toni Turek, Fußballweltmeister 1954
- Helmut Rahn, Fußballweltmeister 1954
- Hans Bauer, Fußballweltmeister 1954
- Rudi Dutschke
- Wolfgang Neuss
- Eckart Witzigmann

Außerdem spielten zeitweise mit (Auswahl): Horst Jüssen, Henning Venske, Armin Hary, Gerd Müller, Bubi Scholz, Christian Neureuther, Rudi Altig, Maximilian Schell, Peter Kraus, Bernd Helfrich, Thomas Zander, Günter Netzer, Petar Radenković, Helmut Müller und Uwe Seeler.

## Statistik
Seit Anfang der 1960er Jahre hat der FC Schmiere 2118 Partien absolviert, 1539 Siege, 366 Niederlagen, Torverhältnis 11948:6838. Rekordtorschütze ist Sammy Drechsel mit 1500 Toren (Stand Ende 2006).
Rekord-Spieler ist Helmut Müller mit 1250 Spielen und 279 Toren. Seit 1980 koordiniert und organisiert er den FC Schmiere. Heute sind unter anderem noch im Team: Horst Schmidbauer (ehemals TSV 1860 München), Paul Breitner und Michael Veith. Präsident ist der bayerische Volksschauspieler Bernd Helfrich.